# Fernando Artieda
Fernando Artieda Miranda (14 de junio de 1945-15 de abril de 2010) fue un periodista, poeta y escritor guayaquileño.
Ejerció el periodismo durante más de 40 años, en medios escritos como La Razón, Expreso, Meridiano y Hoy, y en medios televisivos como Ecuavisa y RTS.
Durante la presidencia de Abdalá Bucaram, ocupó el cargo de secretario de comunicación.
Entre sus obras literarias ha escrito los libros Hombre solidario (1968), Safa cucaracha (1978), Cantos doblados del patalsuelo del alma (1984), De ñeque y remezón (1990), Que un hombre macho no debe llorar (2006), Una golondrina no hace un carajo (2006) Me muero por ti... (?) y El alcahuete de Onán (2009).
Murió de esclerosis lateral amiotrófica el 15 de abril de 2010, a la edad de 64 años.